# Rosario Álvarez Blanco
Rosario Álvarez Blanco (Pontevedra, 12 de juliol de 1952), és una filòloga gallega, professora de Filologia Gallega a la Universitat de Santiago de Compostel·la i directora de l'Instituto da Lingua Galega de 2005 a 2013.

## Bioghrafia
Es llicencià en Filosofia i Lletres (Filologia Romànica) a la Universitat de Santiago de Compostel·la (USC) amb la memòria "Notas lingüísticas e etnográficas de Ramirás" (1974). Es doctorà amb la tesi "O pronome persoal en galego" (1980). Treballà com a professora fins al 1982 al Departament de Filologia Romànica de la USC, per a continuar al Departament de Filologia Gallega, que deixà el 1998 quan fou nomenada Catedràtica de Filologia Gallega i Portuguesa. Fou membre de l'equip de l'Atlas Lingüístico Galego des dels inicis. Entre altres càrrecs acadèmics rellevants ha estat Directora del Departament de Filologia Gallega (1995-1999) i Vicerectora de Professorat (1990-1994).
Fou proposada com a membre numerària de la Real Academia Galega (RAG) el 8 de setembre de 2001 i hi ingressà el 6 de juliol de 2003 amb el discurs titulat "Variedade e diversidade da lingua. Algunhas reflexións sobre cambio, variación e galego estándar", contestat per Antón Santamarina Fernández. Ha dirigit l'Instituto da Lingua Galega de 2005 a 2013 i succeí A. Santamarina davant del Seminari de Gramàtica de la RAG.

## Treballs
La investigació de Rosario Álvarez segueix tres línies fonamentals:
- L'estudi de la gramàtica descriptiva del gallec, amb una perspectiva sincrònica però amb atenció a la història de la llengua gallega i la gramàtica contrastiva portuguès-gallec.
- El canvi lingüístic, tant en el gallec actual com en l'antic i mitjà.
- L'edició i estudi de texts de gallec mitjà i de gallec de l'etapa prèvia al Rexurdimento.

És coautora, Juntament amb Xosé Xove, de la Gramática da lingua galega editada per l'Editorial Galaxia.

## Obres
- Atlas lingüistico galego: Morfoloxía non verbal, Vol. II amb C. García, Antón Santamarina, Francisco Fernández Rei i Manuel González González. Fundación "Pedro Barrié de la Maza, Conde de Fenosa
- Lingua galega, 1 BUP amb Helena Pousa Ortega, Rosa María López Gato Madrid : Santillana, D.L. 1992. ISBN 84-294-3144-6
- Historia da literatura galega, 3 BUP amb Xabier Mouriño Cagide, Manuel Quevedo Rodríguez, i J. L. Alzu Madrid : Santillana, D.L. 1992. ISBN 84-294-3271-X
- Lingua galega, 2 BUP amb Helena Pousa Ortega, Rosa María López Gato Madrid : Santillana, D.L. 1991. ISBN 84-294-3270-1
- O pronome persoal en galego Universidade de Santiago de Compostela, 1980. ISBN 84-7191-190-6